# Thomasschule
De Thomasschule (Latijn: Schola Thomana Lipsiensis) is een door de overheid betaalde jongenskostschool in Leipzig, Duitsland. De school is in 1212 gesticht door de augustijnen en is een van de oudste scholen ter wereld.
De Thomasschule geniet bekendheid op de gebieden van kunst, talen en muziek. Het gymnasium kent veel beroemde oud-studenten, bijvoorbeeld Richard Wagner (1813–1883) en veel leden van de familie Bach (zoals Carl Philipp Emanuel Bach (1714–1788).
Met ingang van het 800-jarig bestaan in 2012 zullen het Thomanerchor en de Thomasschule onderdelen zijn van het Forum Thomanum, een internationaal georiënteerd scholingscentrum.

## Geschiedenis

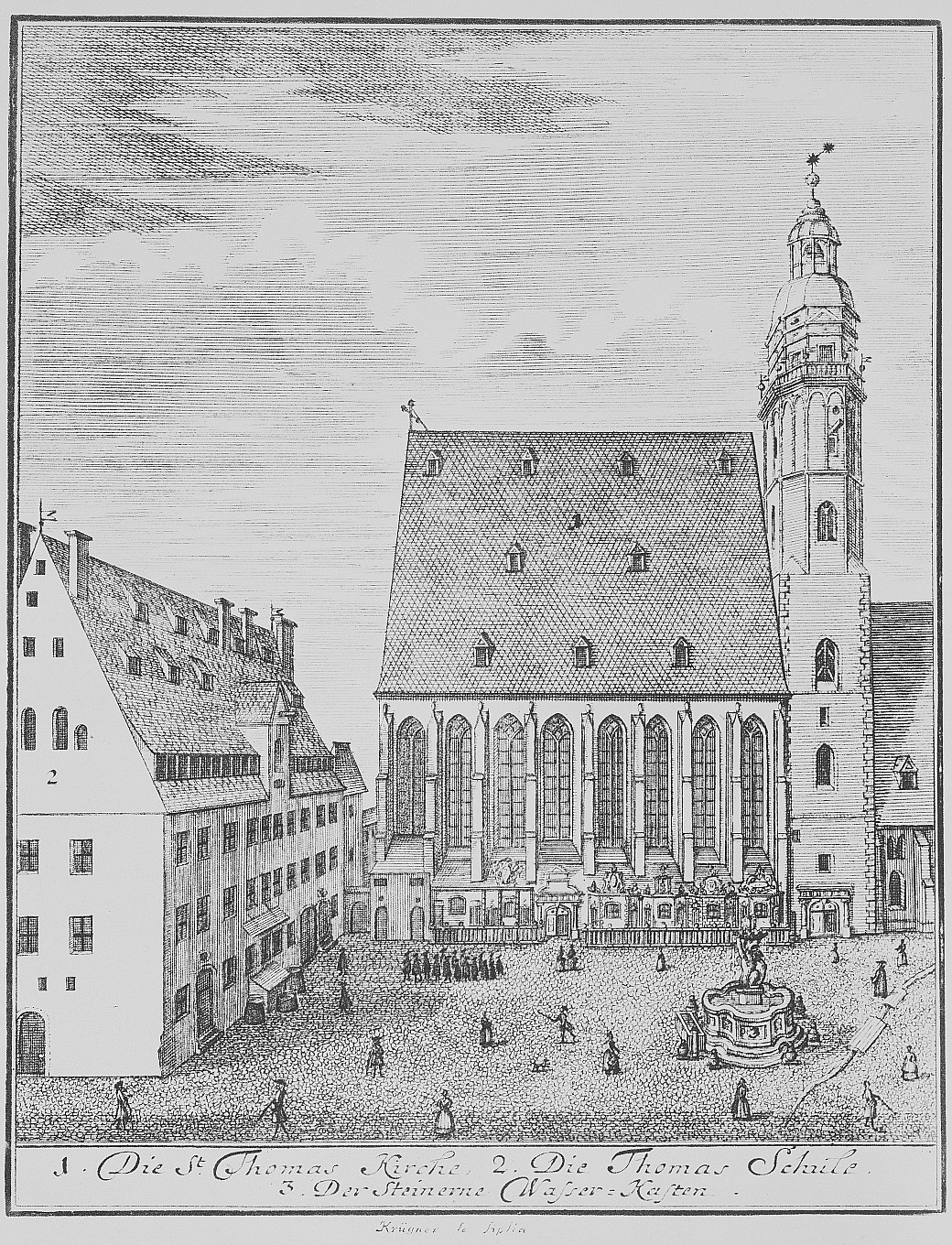
de Thomasschule in 1723

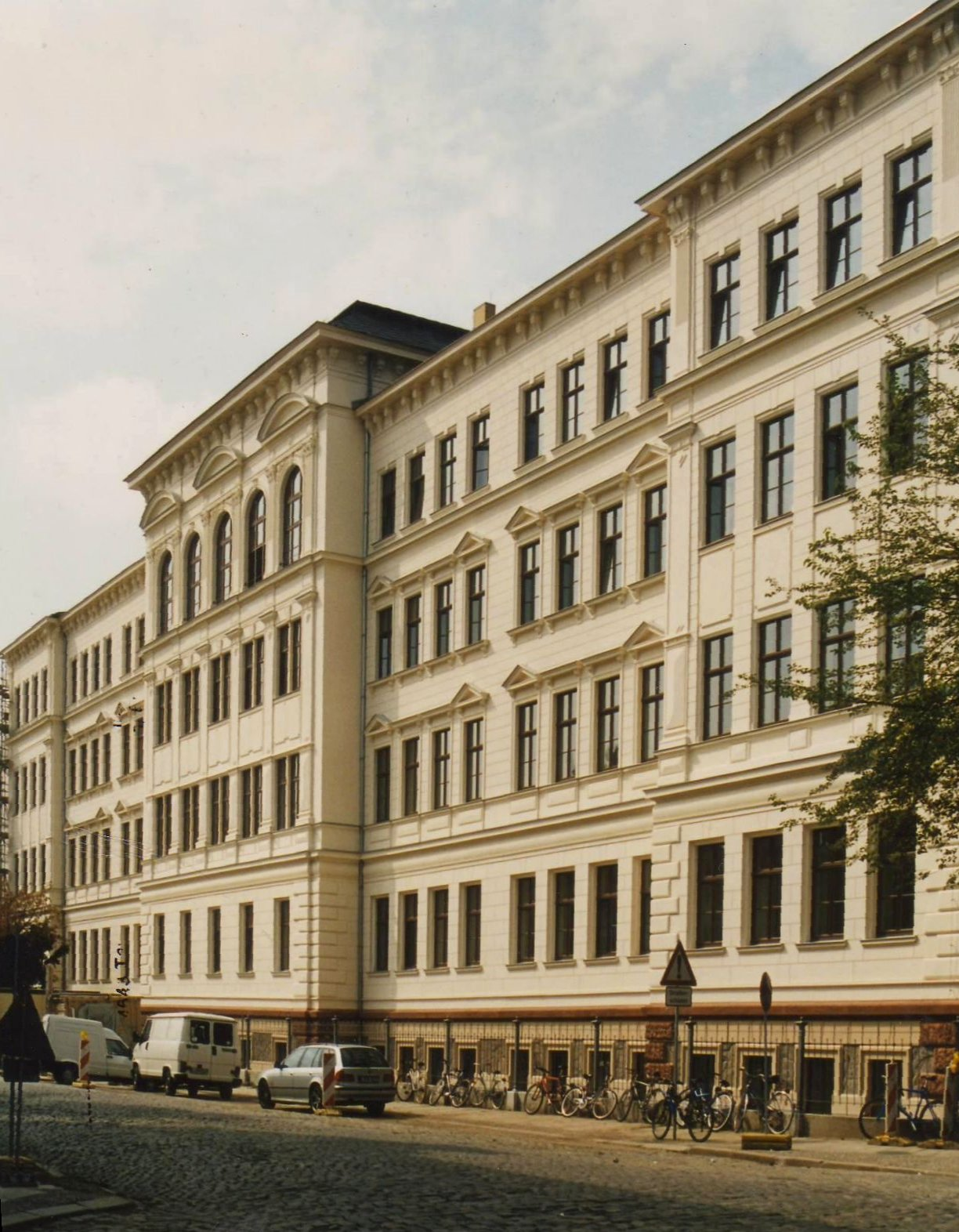
Thomasschule

De Thomasschule werd in 1212 door Markgraaf Diederik van Meißen (1162–1221 gesticht als schola pauperum en werd geleid volgens de regel van Augustinus. De Thomaskirche werd tegelijkertijd gebouwd. De Thomasschule wordt al in documenten uit 1254 genoemd en is daarmee een van de oudste scholen van Europa.
In 1539 werd de stad Leipzig eigenaar van de school. De leden (‘Thomaner) van het jongenskoor (Thomanerchor) bezoeken de school samen met andere leerlingen. De Thomaner wonen in de bij de school behorende kostschool, het Thomasalumnat.
Het eerste schoolgebouw was waar nu de binnenplaats van de Thomaskirche is. In 1553 werd daar een bijgebouw neergezet.
Johann Sebastian Bach breidde, toen hij dirigent van het koor (Thomascantor) was, deze gebouwen verder uit. In 1829 werden ze herzien. In 1877 werd wegens ruimtegebrek een nieuw gebouw neergezet aan de Schreberstraße. In 1881 werd een nieuw gebouw voor de kostschool voltooid.
In de naziperiode bleef de school het normale programma volgen. Bij de luchtbombardementen van 3 december 1943 werden alleen de gymnastiekzaal en de gebouwen tegenover de kostschool verwoest. De toenmalige Thomascantor Günther Ramin, besloot de koorjongens te verhuizen naar de Königlich Sächsische Fürsten- und Landesschule Sankt Augustin in Grimma. Hierdoor en doordat de meeste oudere studenten in dienst moesten, mocht de Universiteit van Leipzig de schoolgebouwen in gebruik nemen. Het bleek een wijs besluit de jongens elders onder te brengen, want de schoolgebouwen werden 20 februari 1944 bij een bombardement verwoest. Hierna werd er les gegeven in de ‘’Volksschule aan de Hillerstraße. Daar werden later deze leerlingen herenigd met de jongens van het koor.
In 1973 verhuisde de school naar een nieuw gebouw in de Pestalozzistraße (nu Telemannstraße), maar de kostschool bleef in de Hillerstraße. Het regime van de DDR trachtte de Thomasschule tot een voorbeeldige atheïstische school te maken, maar de invloed van de kerk bleek erg groot. 
Na de Duitse hereniging in 1990 nam het aantal leerlingen snel toe. In 2010 bood de school een compleet vakkenpakket aan: wiskunde en natuurwetenschappen, kunst en muziek, talen, maatschappij, economie en recht, geografie en informatica; de profielen zijn: talen, kunst en verdieping in muziek.
In september 2000 keerde de school weer terug in het gerestaureerde oorspronkelijke gebouw aan de Hillerstraße. In 2010 zijn er 670 leerlingen en 70 leraren. Tot 1973 waren alle Thomascantors leraar aan de school en waren de rectors voorzitters van het koor. Vanaf 1973 zijn deze taken gescheiden.

## Vreemde talen
Klassieke talen worden van oudsher aangeboden aan de Thomasschule. Alle studenten leren Latijn en Engels. Bovendien biedt de Thomasschule Italiaans, Frans en klassiek Grieks aan.

## Vooraanstaande oud-leerlingen
- Carl Friedrich Abel – Duits componist en viola da gamba speler.
- Franz Abt - Duits componist
- Nicolaus von Amsdorf – Duits theoloog en kerkhervormer
- Johann August Apel – Duits schrijver en jurist
- Wilhelm Friedemann Bach – oudste zoon en leerling van Johann Sebastian Bach
- Carl Philipp Emanuel Bach - Duits componist en musicus
- Johann Christian Bach - Duits componist, voorloper van Mozart
- Johann Christoph Friedrich Bach – negende zoon van Johann Sebastian Bach
- Johann Gottfried Bernhard Bach – vierde zoon van Johann Sebastian Bach
- Fritz Beblo – Duits stadsontwerper, architect en schilder
- Christian Daniel Beck – Duits taalkundige, historicus, theoloog en antiekkenner
- Roderich Benedix - Duits schrijver van toneelstukken en teksten van opera’s.
- Theodor Bergk – Duits taalkundige
- Otto Julius Bierbaum – Duits schrijver
- Conrad Bursian – Duits taalkundige en archeoloog
- Johann Benedict Carpzov II – Duits christelijk theoloog en kenner van het Hebreeuws
- Carl Gustav Carus – Duits fysioloog en schilder
- Julius Schnorr von Carolsfeld - Duits schilder
- Walter Cramer - Duits zakenman, deelnemer aan de mislukte bomaanslag op Hitler
- Karl Wilhelm Dindorf - Duits klassiek geleerde
- Axel Eggebrecht - Duits journalist en schrijver
- Georg Fabricius - Duits dichter, historicus en archeoloog
- Johann Friedrich Fasch - Duits componist
- Paul Fleming - Duitse dichter
- Arnold Gehlen – invloedrijk conservatief Duits filosoof en socioloog
- Martin Rinckart - Duits geestelijke en liederendichter
- Paul Fleming - Duits dichter
- Christoph Graupner - Duits klavecinist en componist van Barok muziek
- Karl Heine – advocaat, ondernemer en industrieel pionier
- Thomas Theodor Heine - Duits schilder en illustrator
- Johann David Heinichen - Duits Barok componist en muziektheoreticus
- Rudolf Hildebrand - Germanist
- Otto Hoetzsch - Duits academicus en politicus
- Reinhard Keiser - Duits operacomponist
- Johann Friedrich Kind - Duits toneelschrijver
- Johann Ludwig Krebs - Barok musicus en componist
- Sebastian Krumbiegel - Duits zanger en musicus
- Justus Hermann Lipsius - Duits klassiek geleerde
- Paul Julius Möbius - Duitse neuroloog
- Georg Sterlicht - Duits Barok componist
- Carl Adam Petri - Duits wiskundige en informaticus
- Eduard Friedrich Poeppig - Duits bioloog en ontdekkingsreiziger
- Nikolaus Pevsner – Duits- Brits geleerde in kunstgeschiedenis
- Johann Georg Pisendel - Duits Barok musicus, violist en componist
- Die Prinzen - Duitse muziekgroep
- Günther Ramin – invloedrijk Duits organist, dirigent, componist, leraar en Thomascantor
- Carl Gottlieb Reißiger - Duits Dirigent en componist
- Martin Rinkart - Duits geestelijke en schrijver van liederen
- Johann Rosenmüller - Duits Barok componist
- Daniel Gottlob Moritz Schreber - Duits arts en universitair docent
- Johann Gottfried Stallbaum - Duits klassiek geleerde
- Richard Wagner - Duits componist en dirigent
- Jörg-Peter Weigle - Duits professor koordirectie
- Friedrich Wieck - Duits piano en zangleraar
- Friedrich Wilhelm Zachau - Duits musicus en componist
- Carl Friedrich Zöllner - Duits componist en koordirigent

## Vooraanstaande oud-leraren
- Johann Sebastian Bach - Duits componist en organist
- Karl Ferdinand Braun - Duits uitvinder, fysicus en Nobelprijswinnaar
- Sethus Calvisius - Duits muziektheoreticus, componist, chronoloog, astronoom en leraar, en Thomascantor
- Otto Crusius - Duits klassiek geleerde
- Johann August Ernesti - Duits theoloog en taalkundige
- Georg Fabricius - Duits dichter historicus en archeoloog
- Johann Matthias Gesner - Duits klassiek geleerde en schoolmeester
- Moritz Hauptmann - Duits componist en schrijver en Thomascantor
- Sebastian Knüpfer - Duits componist en Thomascantor
- Johann Kuhnau - Duits componist, organist, klavecinist en Thomascantor
- August Leskien - Duits taalkundige
- Johann Adam Hiller - Duits componist, dirigent, schrijver over muziek en Thomascantor
- Rudolf Hildebrand – Duits taalkundige
- Johann Rosenmüller - Duits Barok componist
- Günther Ramin - invloedrijk Duits organist, dirigent, dirigent, componist en Thomascantor
- Georg Rhau - Duits boekdrukker, componist en Thomascantor
- Ernst Friedrich Richter - Duits muziektheoreticus en Thomascantor
- Wilhelm Rust - Duits musicoloog, componist en Thomascantor
- Johann Hermann Schein - Duits componist van de vroege barok en Thomascantor
- Johann Gottfried Schicht - Duits componist, dirigent en Thomascantor
- Karl Straube - Duits kerkmusicus, organist, koordirigent en Thomascantor
- Jakob Thomasius – Duits academisch filosoof en jurist
- Christian Theodor Weinlig – Duits muziekleraar, componist, koordirigent en Thomascantor

- Ernst Windisch – Duits geleerde en kenner van de Keltische taal en cultuur